# Sychesia hora
Sychesia hora là một loài bướm đêm thuộc phân họ Arctiinae, họ Erebidae.